# RealPlayer
RealPlayer és un reproductor de multimèdia, creat per RealNetworks, que reprodueix diversos formats multimèdia, incloent-hi les generacions múltiples dels còdecs de RealAudio i de RealVideo així com MP3, MPEG-4, QuickTime, etc. És el reproductor més antic que encara s'utilitza.
La primera versió de RealPlayer fou llançada a l'abril de 1995 com RealAudio Player, un dels primers reproductors de mitjans amb capacitat de streaming per Internet. La versió 6 de RealPlayer va ser dita RealPlayer G2; la versió 9 fou dita RealOne Player. S'han proporcionat les versions 'bàsiques' gratuïtes així com versions 'Plus' de pagament, amb característiques addicionals com un equalitzador gràfics amb més bandes. En Windows, la versió 9 va incloure les característiques del programa RealJukebox.
La versió actual per a Windows és RealPlayer 11.0.2 Les versions independents amb moltes menys funcions estan disponibles per a Mac OS X, Linux, Unix, Palm OS i Symbian OS. El programa té un programa de codi obert equivalent, dit Helix Player.
RealPlayer 10.5 per a Windows també té funcions com enregistrament de CDs, búfer de reproducció, cercador multimèdia, ràdio per Internet, biblioteca de mitjans, un navegador integrat (basat en Internet Explorer) i la capacitat de transferir mitjans a diversos dispositius portàtils, incloent-hi l'iPod d'Apple, els reproductors *MP3 i els dispositius Windows Media.

## Formats suportats
Formats de RealMedia
Streaming
Àudio MP3, audio CD, WAV, AAC, Apple Lossless, AIFF, ACC+
Vídeo: DVD, CD video, MPEG, AVI, Windows media, QuickTime (requiere Itunes), arxius SWF i FLV.
Llistes de reproducció

## RealJukebox
RealJukebox era una utilitat llançat per RealNetworks que funcionava com biblioteca musical, llançat al maig de 1999. Per a la versió 10 de RealPlayer esta funció va ser integrada amb l'aplicació principal.

## Crítiques
- RealPlayer ha estat criticat per la seua baixa qualitat de reproducció en comparació d'altres reproductors; açò és degut comunament a material que ha estat massa comprimit per a velocitats baixes tipus mòdem, ja que RealPlayer utilitza *códecs propietaris avançats i estàndards de la indústria. L'abundància d'altres característiques en RealPlayer relacionades al *mercadeo, tals com la instal·lació d'executables externs, s'han guanyat la repulsa i sospita de molts usuaris.

- Les tàctiques de mercadeig de RealNetwork en pàgines d'Internet i programari també han estat considerades sospitoses. Per exemple, un treballador anònim de RealNetworks va escriure:

- RealNetworks ha usat durant anys l'estratègia d'amagar intencionadament l'enllaç de descàrrega gratuïta. Fins i tot després que els usuaris trobaren l'enllaç, el procés de descàrrega intentaria enganyar a l'usuari perquè descarregara la versió de pagament del programa. RealNetworks va provar fins i tot diverses versions del seu disseny per a comprovar com d'elles era la més eficient en això.

- Un expert en seguretat en línia, possiblement Steve Gibson, va analitzar el tràfic que rebia RealJukebox a través d'Internet. Dita experta es va dur una sorpresa al descobrir que el reproductor manava informació que incloïa un identificador únic i el tipus de música que cada usuari estava escoltant. RealNetworks va admetre açò i prompte van llançar un pedaç que incloïa "millores quant a la privadesa de l'usuari".

- A més RealPlayer modifica la configuració de Windows de manera que s'active cada vegada que s'arranca el sistema, consumint recursos del sistema innecessàriament.